# コンスタンティ・オストログスキ
コンスタンティ・イヴァノヴィチ・オストログスキ（ウクライナ語: Констянтин Іванович Острозький, ベラルーシ語: Канстанцін Іванавіч Астрожскі, ポーランド語: Konstanty Iwanowicz Ostrogski, リトアニア語: Konstantinas Ostrogiškis，1460年頃 - 1530年8月30日）は、リトアニア大公国の構成地域の一つ、ルテニアの大貴族、公。1497年9月11日より終身でリトアニア大ヘトマン職の任にあった。

## 生涯
彼はポーランド王ヤン1世オルブラフトに仕えて軍人としてのキャリアを積み、当時は優位に進んでいたクリミア・タタールやモスクワ大公国との戦争に参加していた。オストログスキはオチャーコフ近郊でメフメト・ギレイの軍隊を破った功績により、歴史上初めてリトアニア大ヘトマンの称号を授けられた。しかし、1500年にはヴェドロシャの戦いでモスクワ軍に敗北を喫し、3年間の捕虜生活を強いられた。1503年、オストログスキは逃亡に成功して新王アレクサンデルの下に参じ、ヘトマン称号を再び名乗ることを許された。ポーランド・リトアニア合同の主要な軍司令官の一人として（ポーランド側のヘトマンにはミコワイ・フィルレイ、ミコワイ・カミェニェツキがいた）、彼はモスクワとの戦いを続け、1512年のヴィシニョヴィエツの戦いではタタール軍に対して大勝利を手にした。
1514年に再び本格的な対モスクワ戦争が始まると、オストログスキは総力3万5000人の軍隊を擁するポーランドおよびリトアニア連合軍の総司令官となった。彼の麾下にあった将軍にはイェジ・ラジヴィウ、ヤヌシュ・スヴェルチョフスキ、ヴィトルト・サンポリニスキ、また後に王冠領ヘトマン（ポーランド軍司令官）として名を馳せたヤン・タルノフスキなどがいた。1514年9月8日、彼の軍隊はオルシャの戦いにおいて8万の兵力を率いるヴァシーリー3世のモスクワ軍に対し、歴史的な勝利を収めた。ところがこの勝利はリトアニアに何ら政治的な優位を生むことはなく、その後も両軍のうちの大部分が戦場に残って敵軍との戦闘に従事させられた。
オストログスキは1530年、有能な軍事指導者として大いに尊敬を集めながら亡くなった。彼自身は一族の伝統に従って正教を信奉していたにもかかわらず、カトリック国家リトアニアとポーランド・リトアニア連合に忠誠を誓い続け、正教国家モスクワとの間に根深い確執を抱き続けた。彼はまた正教会の教会や、正教徒の子供たちが学ぶために建てられた多くの教会付属学校などの建設にも惜しみない援助を与えた。リトアニアでも最も裕福な正教徒貴族であった彼は、キエフのペチェールシク大修道院に埋葬された。
オスとログスキには最初の妻との息子にイリヤが、二番目の妻との息子にコンスタンティ・ヴァシーリがおり、コンスタンティ・ヴァシーリはポーランド・リトアニア共和国における正教徒の指導者として活躍した。